# Часлав Ђоковић
Часлав Ђоковић (Прилике, 2. фебруар 1940 — Чачак, 29. мај 2010) био је српски композитор, текстописац и певач народне музике.

## Биографија
Рођен је 2. фебруара 1940. године у селу Прилике код Чачка.
Написао је преко 3000 песама, од којих је преко 2000 објављено на носачима звука. У својим песмама је првенствено неговао стил познат као „Шумадијска двојка”, блиску широким народним масама са простора Србије. Сарађивао је са многим певачима од којих су најпознатији: Снежана Ђуришић, Вера Матовић, Мирослав Радовановић, Бора Дрљача, Срећко Јововић, Миливоје Ђуришић, Славица Микшић, Расим Самарџић, Дарко Перић и многи други.
У народу је остао упамћен по песми „Крчма стара, крчмарица млада” коју је отпевао Ранко Стојанић 1979. године.
Часлав је био у браку са Живком Ђоковић (певачица), из ког имају ћерку Весну Ђоковић која је такође певачица. Преминуо је 29. маја 2010. у Чачку.

## Најпознатије песме
- Још због мене теку сузе њене/Тужно ветри мрсе косу њену (Расим Самарџић)
- Крчма стара крчмарица млада (Ранко Стојанић)
- Мени јесен а теби пролеће (Миливоје Ђуришић)
- Срећо моја мени намењена (Вера Матовић)
- Ко одваја тебе од мене (Снежана Ђуришић)
- Живот жеље мења (Срећко Јововић)
- Волимо се ал' се не виђамо (Мирослав Радовановић)
- Буди ми пријатељ, помози ми кад ми је најтеже (Славица Микшић)[3]